# ريكا كيهيرا
ريكا كيهيرا (اليابانية:  紀平 梨花 ، من مواليد 21 يوليو 2002) لاعبة تزلج على الجليد يابانية، بطلة القارات الأربع مرتين (2019 ، 2020) ، بطلة نهائي سباق الجائزة الكبرى 2018، حاصلة على ميدالية أربع مرات في سلسلة سباق الجائزة الكبرى (ذهبية كأس إن إتش كي 2018 ، وذهبية بطولة انترناتيونوكس دو فرانس 2018 ، وفضية سكيت كندا 2019 ، و كأس إن إتش كي 2019 ) ، وبطل كأس التحدي الدولي مرتين ، وبطل اليابان الوطني مرتين (2019 ، 2020). 
على مستوى الناشئين ، هي بطلة سباق الجائزة الكبرى للناشئين في سلوفينيا لعام 2016 ، الحائزة على الميدالية الفضية في سباق الجائزة الكبرى للناشئين جمهورية التشيك لعام 2016 ، الحائزة على الميدالية الفضية في سباق الجائزة الكبرى للناشئين لاتفيا 2017 ، والبطلة الوطنية اليابانية للناشئين لعام 2017.

## نشأتها
ولدت كيهيرا في 21 يوليو 2002 في نيشينوميا ، اليابان. في ديسمبر 2020 ، أعلنت قبولها في كلية العلوم الإنسانية بجامعة واسيدا وستبدأ في الالتحاق بالدورة التدريبية بالمراسلة اعتبارًا من ربيع 2021.

## روابط خارجية
- ريكا كيهيرا في الاتحاد الدولي للتزلج
- rika_kihira على تويتر.
- ريكا كيهيرا على إنستغرام
- ريكا كيهيرا  على فيسبوك.